# Marino Dandolo
Marino Dandolo (en griego: Μαρίνος Δάνδολος) fue un caballero italiano y señor de la isla de Andros. Era miembro de la familia Dandolo. También fue primo de Marco Sanudo, el primer duque de Naxos. En 1207 tomó parte en la campaña de ocupación de las islas del Egeo y se apoderó de Andros haciendo un feudo de ella, incluso construyó un castillo dentro de la isla que lo utilizó como hogar. Marino Dandolo gobernó Andros como vasallo de Marco Sanudo hasta 1233. Su sucesor fue su esposa Felisa y Geremia Ghisi.